# Йосиф Буреш
Вижте пояснителната страница за други личности с името Йосиф Буреш.
Йосиф Йосифов Буреш е български просветен деец, учител по гимнастика и общественик.

## Биография
Роден е на 16 октомври 1904 година в София. Син е на чешкия фотограф Йосиф Буреш, имигрирал в България скоро след Освобождението, и брат на Иван Буреш. Буреш е един от първите педагози по физическа култура. В 1894 година участва в изработването на първите гимнастически уреди в страната. В 1908 година завършва гимнастическите курсове на чешката Соколска организация. Преподава в София над 25 години.
Работи като учител в Скопското българско педагогическо училище. През септември 1910 година по време на обезоръжителната акция на младотурците Буреш, като австрийски поданик, получава ултиматум, че до 5 дни трябва да напусне града.
Доброволец е в Балканската война в 1912 година в Юнашкия легион на Македоно-одринското опълчение, командван от Луи Айер. Носител е на орден „За храброст“. Участва в Първата световна война като старши подофицер в 11-а пехотна македонска дивизия, 1-ви пехотен македонски полк, 8-и пехотен полк. За показана храброст и бойни отличия е награден с ордени „За храброст“ І и ІІ степен, повишен е в чин офицерски кандидат.
След войните е главатар на дружество „Юнак“ (1932 – 1935, 1937 – 1939).